# アンデルソン・クレーベル・ベラルド
アンデルソン・クレーベル・ベラルド （Anderson Cléber Beraldo、1980年4月27日 - ）は、ブラジル・サンパウロ出身の元サッカー選手。サッカー指導者。ポジションはディフェンダー (センターバック) 。

## 経歴

### コリンチャンス
プロとしてのキャリアをサンパウロにあるコリンチャンスで始めた。チームに在籍中サンパウロ州選手権、2002年にはコパ・ド・ブラジル、2005年にはブラジル全国選手権などで優勝した。彼はチームで5年間プレイした後、6シーズン目の途中でポルトガルのSLベンフィカに移籍した。

### ベンフィカ
2005-06シーズンの初め、ベンフィカに移籍した。8月20日に行われた開幕戦から90分のフル出場を果たした。先発選手として定着した。2007年8月、フランスのオリンピック・リヨンへの移籍が決まった。

### 母国復帰
2010年の8月にリーグ・アンのオリンピック・リヨンとの契約が切れ、一時はフリーの身となったが、2011年より母国リーグで復帰している。

## 代表歴
- 2005年 ブラジル代表
  - グアテマラ戦